# سپیه‌رگان
سپیه‌رگان (به لاتین: Sipyəreğon یا Sipyəreqon) یک منطقه مسکونی در جمهوری آذربایجان است که در شهرستان لریک واقع شده است. این روستا ۲۰۲ نفر جمعیت دارد.

## ریشه واژه
سپیه یا اسپی در زبان تالشی به‌معنی سفید و رق به‌معنی رگ (اشاره به جوی‌های آب) و اُن پسوند مکان است و معنای کامل آن رگ‌های آب سفید رنگ جاری‌شده است.